# Steleopteron
Steleopteron(лат.) — рід вимерлих равнокрилих із родини Steleopteridae, що жили на території сучасних Німеччини та Великої Британія в кінці пізнього юрського і в початку крейдового періодів (150,8—130 млн років тому).

## Історія вивчення

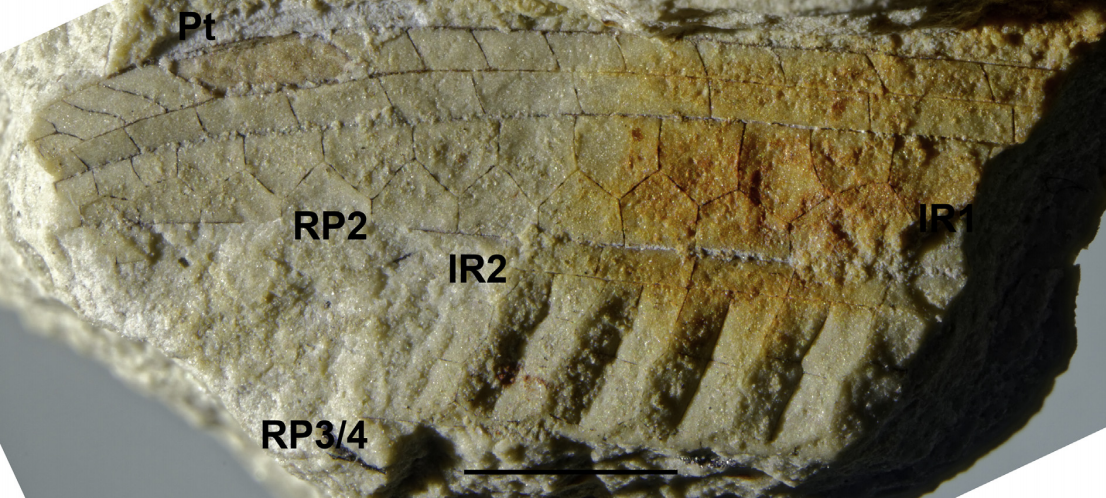
Steleopteron cretacicus

У 1906 році австрійський палеоентомолог Антон Гандлірш описав типовий вид Steleopteron deichmuelleri за екзоскелетом, що був знайдений в титонських ярусах Зольнгофена, Німеччина.
У 2018 році Даран Чжен, А. Нел і Едмунд А. Яжембовські описали вид із готерівського ярусу, названий Steleopteron cretacicus. Відкриття нового виду показало, що родина Steleopteridae не вимерла до крейдового періоду.

## Опис
Були швидкими комахоїдними хижаками.

## Систематика
Є типовим родом родини Steleopteridae.
Рід включає в себе такі види:
- Steleopteron deichmuelleri Handlirsch, 1906типовий
- Steleopteron cretacicus Zheng, Nel & Jarzembowski, 2018